# 里基茨 (愛荷華州)
里基茨（英語：Ricketts）是一個位於美國愛荷華州克勞福德縣的城市。

## 地理
里基茨的座標為42°07′46″N 90°34′28″W / 42.12944°N 90.57444°W，而該地的平均海拔高度為398米（即1306英尺）。

## 人口
根據2010年美國人口普查的數據，里基茨的面積為0.67平方千米，當中陸地面積為0.67平方千米，而水域面積為0.00平方千米。當地共有人口145人，而人口密度為每平方千米216人。